# 皮亚韦河畔诺文塔
皮亚韦河畔诺文塔（義大利語：Noventa di Piave），是意大利威尼托大区威尼斯廣域市的一个市镇。总面积18.02平方公里，人口6721人，人口密度373.0人/平方公里（2009年）。国家统计（ISTAT）代码为027027。